# Viðey

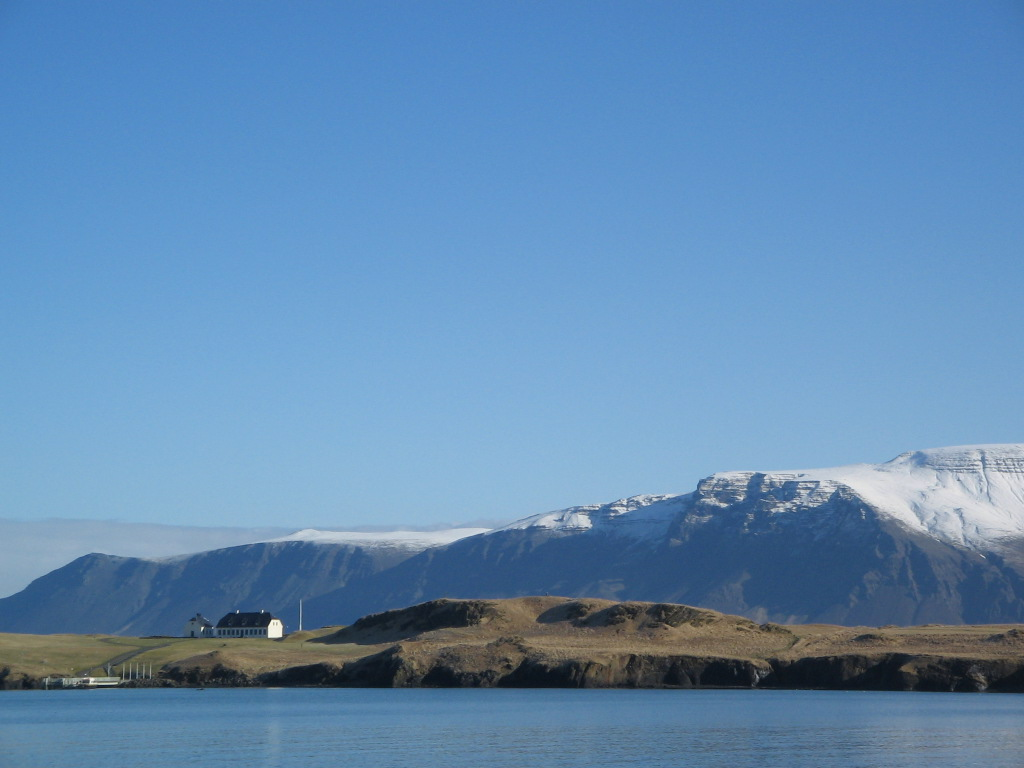
Zicht op Viðey met de berg Esja op de achtergrond

Viðey is het grootste eiland in de Kollafjörður, de fjord waar IJslands hoofdstad Reykjavík aan ligt. Viðey is ongeveer 1,7 vierkante kilometer groot, en bestaat eigenlijk uit twee delen die middels een landtong met elkaar verbonden zijn. Het kleine noordwestelijke deel heet Vesturey (Westeneiland), het grotere andere deel heet Heimaey (Thuiseiland).

## Geschiedenis
Viðey is het restant van een uitgedoofde vulkaan die circa 2 miljoen jaar geleden voor het laatst actief was. Sindsdien is het weg geërodeerd en na het verdwijnen van het ijs na de laatste ijstijd ongeveer 9000 jaar geleden bleef het huidige eiland achter. Tijdens de kolonisatie van IJsland werd het eiland reeds door IJslands eerste kolonist, Ingólfur Arnarson, in gebruik genomen. Het heeft geruime tijd een belangrijke culturele functie bekleed. Van 1225 tot 1539 stond op Viðey een augustijnenklooster, waarschijnlijk gebouwd op initiatief van onder andere Snorri Sturluson. In 1539 werd Viðey geplunderd en omstreeks 1549 door de laatste katholieke priester van IJsland, Jón Arason, hersteld. In 1755 werd Viðeyarstofa gebouwd, het eerste huis op IJsland dat geheel van steen was gebouwd. Hier woonde onder andere Sheriff Skúli Magnússon, een man die in economisch opzicht veel voor Reykjavík heeft betekend. In 1774 werd het kerkje ingewijd, en deze kerk is nu de op een na oudste kerk van IJsland. Skúli is onder deze kerk begraven. Tussen 1819 en 1844 heeft er een drukpers gestaan, destijds de enige op heel IJsland.
Aan het begin van de vorige eeuw lag er nog een klein vissersdorpje op Viðey, maar de bewoners verlieten het eiland, de laatste in 1943 en sindsdien is het eiland onbewoond. Op dit moment is Viðey een plaats waar toeristen kunnen wandelen. Er is een meerdaagse veerdienst tussen het eiland en de haven van Reykjavík. Viðey is een toevluchtsoord voor vele soorten zeevogels, zoals de eidereend.